# Arbeitserziehungslager Heddernheim

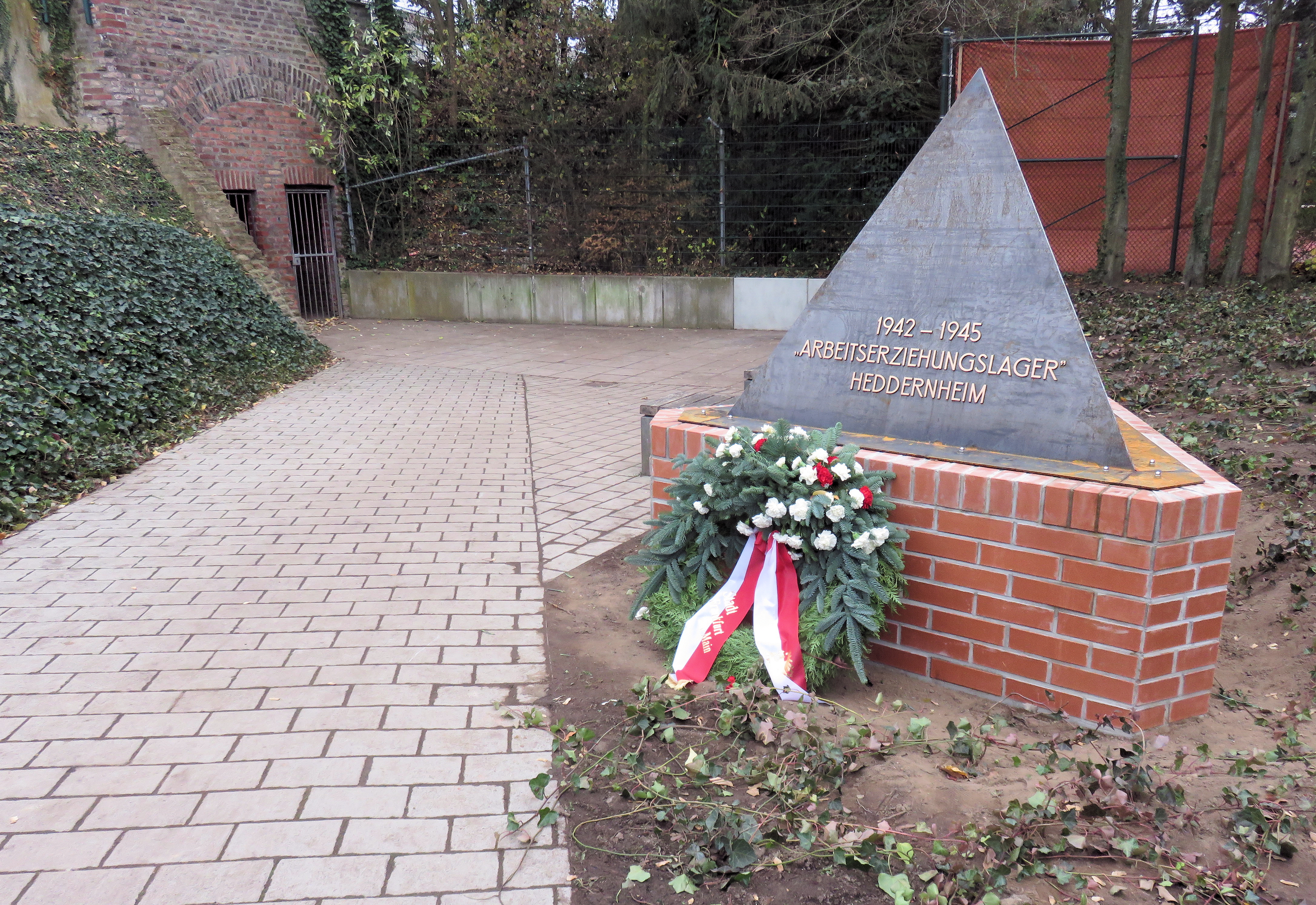
Die Gedenkstätte am Oberschelder Weg, Gestaltung seit Herbst 2018

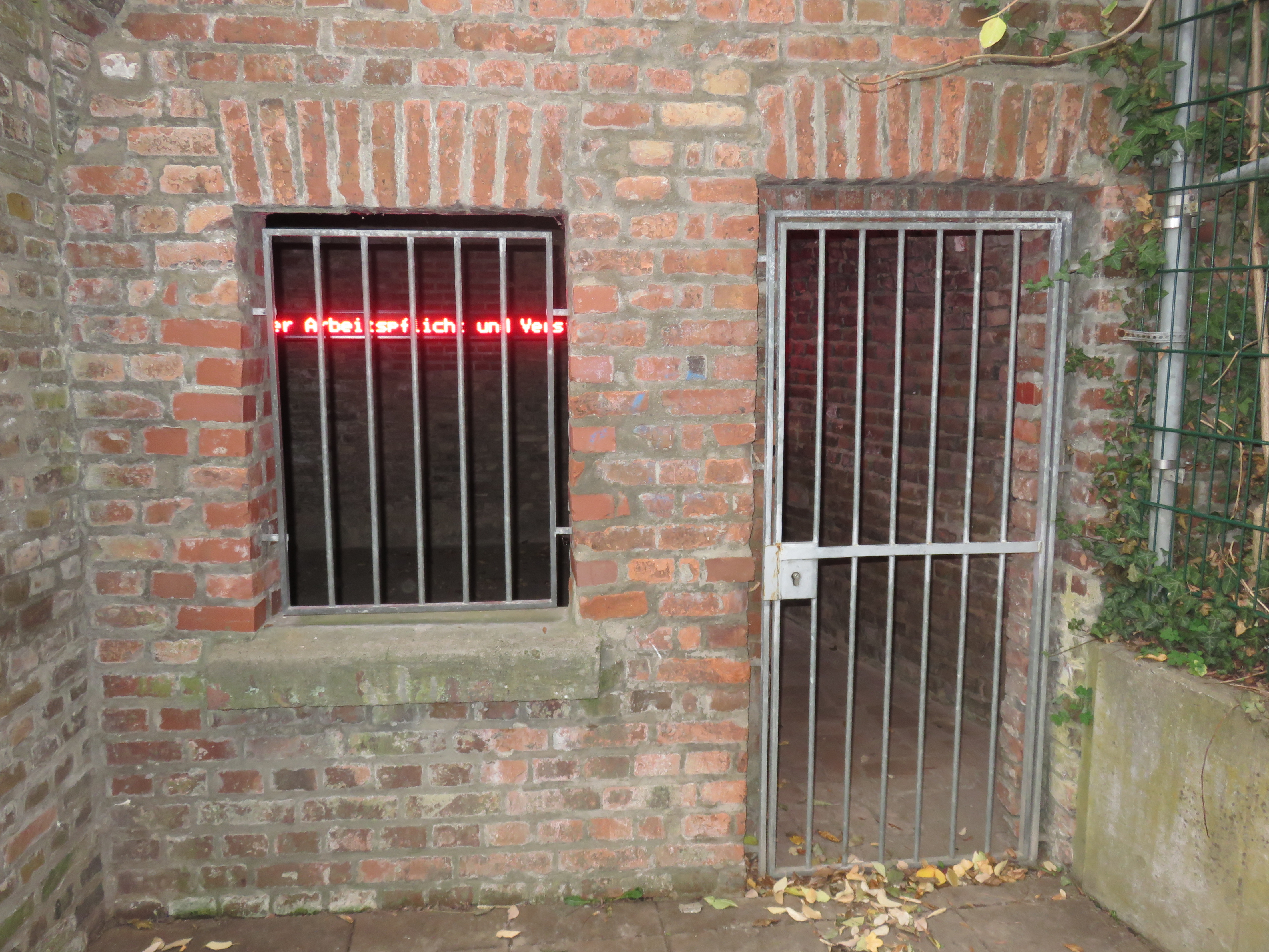
Die ursprüngliche Funktion des Stollens hinter der Tür ist ungeklärt. Ein LED-Textlaufband im Inneren gibt Auskunft über die Geschichte des Ortes.

Das Arbeitserziehungslager Heddernheim war in der Zeit des Nationalsozialismus das einzige Arbeitserziehungslager in Frankfurt am Main. Es befand sich in der ausgehobenen Lehmgrube einer ehemaligen Ziegelei am nördlichen Rande des Frankfurter Stadtteils Heddernheim am Oberschelder Weg/Ecke Zeilweg. Seit 1986 erinnert eine kleine Gedenkstätte an die Existenz des Lagers.

## Geschichte
Das Lager bestand vom 1. April 1942 bis zum 18. März 1945, insgesamt waren etwa 10.000 Deutsche und Ausländer in dieser Zeit dort inhaftiert. Viele Details zum Arbeitserziehungslager Heddernheim sind nicht mehr rekonstruierbar, da laut Bericht des Frankfurter Stadtarchivs vom 15. September 1983 die Quellenlage schlecht ist: „Das Lagerbuch, die Lagerkartei, überhaupt die Akten der Frankfurter Gestapo sind vor Kriegsende verbrannt worden.“ In Hirzenhain befand sich ein weiteres von der Frankfurter Gestapo betriebenes Lager für weibliche Häftlinge, das Arbeitserziehungslager Hirzenhain. Darüber hinaus gab es mehrere so genannte „Außenkommandos“, etwa in Hundstadt, in Freienseen oder beim Waldkrankenhaus Köppern.

## Die Unterbringung der Gefangenen
Das Gelände des Arbeitserziehungslagers Heddernheim umfasste etwa 1250 m². Es wurde von den Anwohnern traditionell Kull genannt, ein örtlich verbreiteter Dialektausdruck für „Lehmkuhle“. Nach Errichtung des Lagers bürgerte sich auch die Bezeichnung Kajenn ein, als Anspielung auf eine nahe der Stadt Cayenne auf der Teufelsinsel befindliche, berüchtigte französische Strafkolonie. Wegen ihrer blauen Kleidung wurden die Häftlinge in Heddernheim auch die Blaue Division genannt.
Das Lager bestand nach Augenzeugenberichten aus drei langgestreckten Baracken für die Häftlinge, mehreren Schuppen sowie einem kleinen Wachhäuschen direkt am Eingang. Ferner gab es einen Wachraum, einen Wachturm, einen „Bunker“ (Gefängnis), ein Entlausungsbad, einen Hundezwinger sowie – zwischen den Baracken – einen Appellplatz.
In jeder Häftlingsbaracke waren Stockbetten mit Strohmatratzen aufgestellt. Für das Jahr 1943 ist durch den Bericht eines Häftlings belegt, dass in jeder Baracke ca. 30 Personen untergebracht waren. „Die Unterkünfte waren voller Läuse und anderen Ungeziefers. Eine Waschgelegenheit befand sich nur im Freien. Unter den Häftlingen waren viele Ausländer und zehn bis zwölf Juden.“
Die ca. 30 Wachleute, die im Schichtdienst im Lager tätig waren, stammten überwiegend aus Heddernheim.

## Die Haftbedingungen

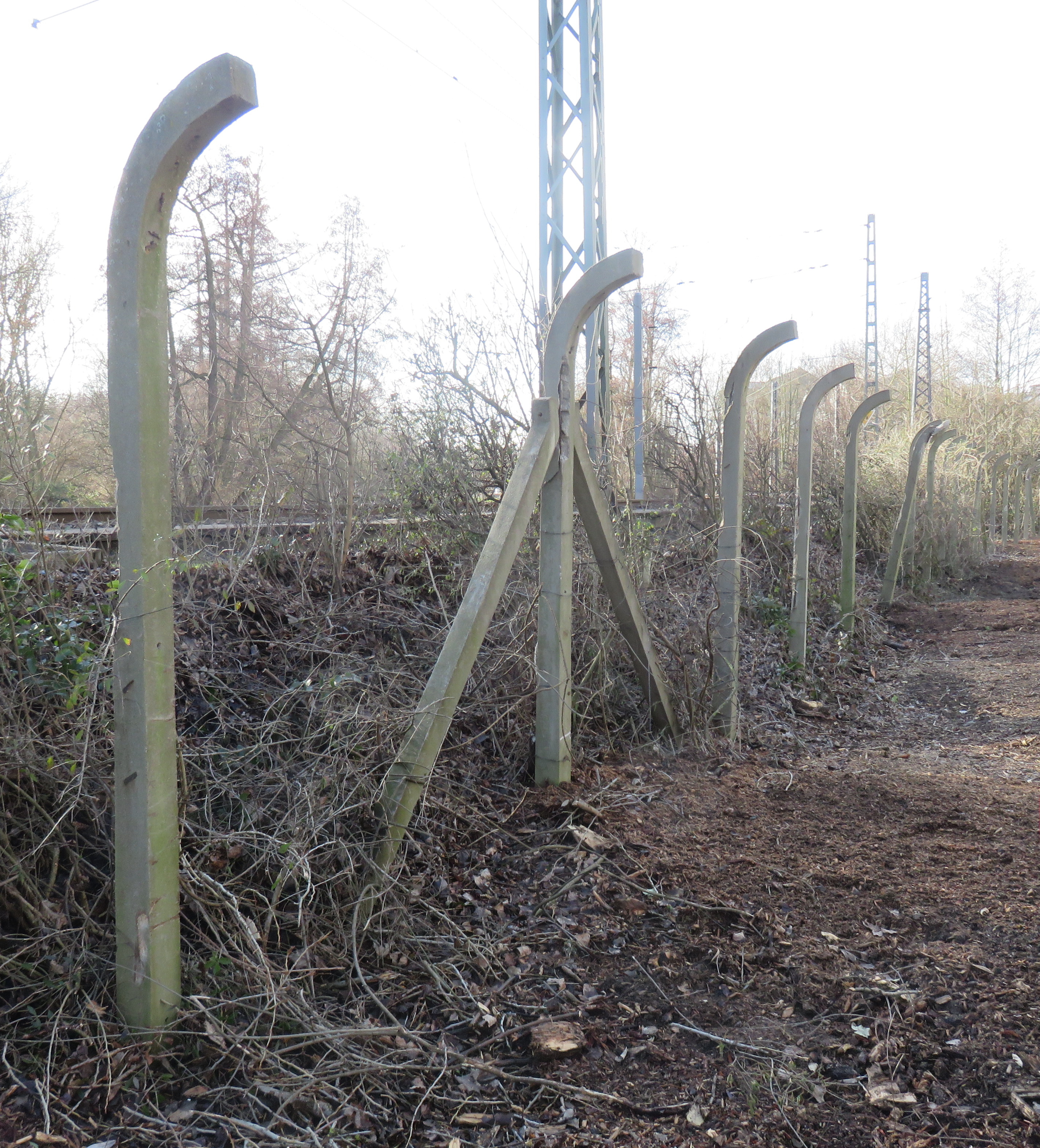
Reste des Außenzauns der Kupferwerke aus den 1940er-Jahren waren noch im Frühjahr 2019 entlang des nach Oberursel führenden Schienenwegs erhalten.

Das Hauptnahrungsmittel der Häftlinge war eine Art Kartoffelsuppe aus ungeschälten Kartoffeln, Wasser und einem halben Pfund Margarine, die in einem großen Bottich zubereitet wurde. Die meisten Häftlinge arbeiteten außerhalb des Lagers in diversen Firmen – zum Beispiel in den benachbarten Heddernheimer Kupferwerken – und erhielten als Tagesration zusätzlich etwas Brot und Wurst. Auch außerhalb des Lagers mussten sie Sträflingskleidung tragen. Die Wechselschichten dauerten von 6 bis 14 Uhr bzw. von 14 bis 22 Uhr. An die Lagerleitung zahlten die Firmen ein festgelegtes, sehr niedriges Arbeitsentgelt. „Durch eine rationierte Verpflegung, die gerade die physische Existenz der Häftlinge sicherstellte, konnte die Lagerleitung sogar noch Gewinn erwirtschaften. Im Urteil gegen die Lagerleitung wurde ein Betrag von 300.000 bis 400.000 Reichsmark genannt.“
Nach Angaben des einzigen in den 1980er-Jahren noch ermittelbaren ehemaligen Häftlings, eines während des Nationalsozialismus eingebürgerten, aus Polen stammenden Mannes, wurde er im Lager Heddernheim schlechter behandelt als später im KZ Dachau.
Häufig sei es vorgekommen, dass die Häftlinge nach dem Abendessen in den Baracken exerzieren mussten. Bei Liegestützen sei oft der Kopf der Männer vom Wachpersonal auf den Boden getreten worden. Häufig seien Häftlinge auf einer Bank ausgepeitscht worden. In einem Strafprozess gegen Heddernheimer Wachleute, über den am 13. Januar 1951 in der FAZ berichtet wurde, stritt ein Beschuldigter eigene Misshandlungen von Häftlingen zwar weitgehend ab, räumte aber ein: „Das Lager sei in Verruf gekommen, weil hier eine andere Gestapo-Dienststelle Häftlinge bei Vernehmungen misshandelt hätte. Die Züchtigungen seien manchmal so grausam gewesen, dass er vor den Schreien der Misshandelten aus dem Lager geflohen sei.“
Ein schriftlicher Bericht des Häftlings P 14640 („P“ für Pole) aus dem KZ Buchenwald über den ersten Tag seines Aufenthalts in Heddernheim legt ebenfalls Zeugnis ab von der Existenz des Lagers. Der Mann, der nach dem Abitur Journalist hätte werden wollen, war zum Arbeitseinsatz zwangsweise nach Deutschland gebracht worden. 1976 berichtete er, man habe ihn 1943 unter dem Vorwurf der Sabotage festgenommen und von Wetzlar aus nach Heddernheim gebracht: „Nach den Zugangsformalitäten hat mich ein SS-Mann mit Bambusrohrschlägen in Empfang genommen. Es sollte mir deutsche Ordnung und deutsche Disziplin beigebracht werden.“ In den Baracken habe es von Ungeziefer gewimmelt, am folgenden Morgen sei er durch harte Schlagstockschläge auf den Kopf, auf Schultern und Arme geweckt worden. Durch ein Spalier prügelnder, junger SS-Wachmänner seien die Gefangenen einer Baracke zum verschmutzten Wasser des Waschraumes geprügelt worden und anschließend unter weiteren Schlägen wieder zurück in die Baracke. Nach einem Zählappell, während dessen einer der Häftlinge mutwillig mit Stockhieben traktiert wurde, habe es Essen gegeben: „ein Stück Brot, vielleicht 200 Gramm, und dann eine Kelle voll Suppe. Ich würgte meine Portion, den Ekel vor dem penetranten Geruch der 'Suppe' überwindend, herunter.“ Danach habe er in einem Frankfurter Stadtteil Gräben ausheben müssen. Abends sei man im Eilschritt zurück ins Lager marschiert, habe nach dem Zählappell mehrere Runden um den Appellplatz rennen müssen und danach erneut die gleiche 'Suppe' wie am Morgen erhalten. Sonntags sei arbeitsfrei gewesen, aber man habe Sport treiben müssen „bis zum Umfallen“. Sein Fazit: „Geschlagen wird hier immer, von morgens bis abends, Tag für Tag. Hier ist ein Arbeitserziehungslager, und deswegen muß hier alles im Laufschritt erledigt werden. Zum Waschen, zum Austreten auf der verdreckten Latrine, zum Essensempfang, immer muss man laufen. Immer und überall Prügel, Brüllen, Flüche.“ Nach sechs Wochen, der üblichen Verweildauer in einem solchen Arbeitserziehungslager, wurde er als „Unverbesserlicher“ ins KZ Buchenwald gebracht.
Es existieren etliche Schreiben an den zuständigen Oberfinanzpräsidenten in Kassel, welche sich mit den Nachlässen (meist deren Bekleidung) von im Arbeitserziehungslager verstorbenen Häftlingen befassen. Da es sich durchweg um junge Männer im Alter von 20 bis 35 Jahren handelte, ist zu vermuten, dass nicht alle Häftlinge die Strapazen und Misshandlungen überlebt haben.

## Haftgründe
Die meisten im Arbeitserziehungslager Heddernheim inhaftierten Männer stammten aus den von deutschen Truppen besetzten Gebieten in der damaligen Sowjetunion (einschließlich Baltikum), aus Polen, Frankreich, den Niederlanden und weiteren Ländern, von wo aus sie zur Zwangsarbeit nach Deutschland gebracht worden waren. Aus den Arbeitslagern (Gemeinschafts- oder Firmenlagern) wurden sie oft wegen geringer Vergehen, zum Beispiel wegen der Verweigerung des so genannten Deutschen Grußes, in das Lager Heddernheim gebracht. Manche Lagerinsassen waren erst 15 Jahre alt. Neben Zwangsarbeitern wurden aber auch deutsche Arbeiter, Regimegegner und jüdische Bürger eingewiesen. Über die Einweisung in das Arbeitserziehungslager konnte die Frankfurter Gestapo selbst und ohne juristische oder andere Kontrolle entscheiden.
Der Zeitzeuge, der im Oktober 1984 im Rahmen einer heimatgeschichtlichen Recherche Auskunft gab, war 1943 festgenommen worden, weil er an einem Sonntag das in einer Eschersheimer Gaststätte untergebrachte Fremdarbeiterlager aufgesucht hatte und zufällig in eine Razzia der Gestapo geraten war. Seine Familie blieb trotz Nachfragen bei allen denkbaren Behörden und Institutionen drei Wochen ohne Nachricht zu seinem Verbleib und erfuhr erst durch einen im Lager tätigen Wachmann, der mit der Familie bekannt war, unter Hinweis auf absolute Verschwiegenheit und insofern inoffiziell Näheres zum Verbleib des Mannes. Nach etwa drei Monaten Aufenthalt im Lager, während der er in der Küchenkolonne eingesetzt war und seine Zivilkleidung tragen durfte, wurde er über die Frankfurter Gestapo-Zentrale in der Lindenstraße 27 ins KZ Dachau überstellt. Nach ca. einem Dreivierteljahr, in dem er außerhalb des KZ in einer Fabrik arbeitete, durfte er ohne weitere Begründung wieder nach Hause fahren und wurde kurz darauf zur Wehrmacht eingezogen.
Wegen der kurz vor Kriegsende vorgenommenen Vernichtung eines Großteils der relevanten Dokumente konnten die vom Frankfurter Ortsbeirat 8 in den 80er-Jahren ermutigten Recherchen seinerzeit kein geschlossenes Bild mehr über die Haftgründe erbringen. Allerdings finden sich in der Kartei der Frankfurter Gestapo zahlreiche Karten, die sich auf das Arbeitserziehungslager beziehen. In der Rubrik „Sachverhalt“ erscheinen häufig Begriffe wie „Arbeitsvertragsbruch“, „Arbeitsbummelei“, „Widersetzlichkeit“. Nicht selten, etwa bei „schwerem Diebstahl“, wurde der betreffende Häftling in das Arbeitserziehungslager eingewiesen, um von dort aus in ein Konzentrationslager deportiert zu werden.
Erhalten geblieben ist auch eine Transportliste für die Zeit zwischen September 1943 und August 1944. Ihr zufolge wurde 151 Personen von Mainz aus in das Arbeitserziehungslager Heddernheim transportiert. In der Spalte, die die Gründe für die Inhaftierung angibt, steht dabei in 94 Fällen „Stapo“. Vermutlich handelte es sich um Männer, die aufgrund von Bespitzelungen und Denunziationen von der Gestapo festgenommen worden waren. Als Haftgrund wird häufig „Verlassen der Arbeitsstätte“ genannt, andere Eintragungen nennen „Bettelei“, „Umhertreiben“ und „Diebstahl“, „deutschfeindliche Propaganda“ und „Arbeitsvertragsbruch“. Überwiegend sind es russische, polnische und französische Namen.

## Hinrichtungen
Am 24. März 1944 wurden mehrere italienische Militärinternierte auf Befehl des Höheren SS- und Polizeiführers Wiesbaden „wegen Plünderns“ erschossen. Darüber hinaus gab es weitere Hinrichtungen im Lager, bei denen nicht klar ist, wer sie angeordnet hatte. In mindestens einem Fall wurde ein Häftling „auf der Flucht erschossen“.

## „Evakuierung“
Im März 1945 wurde das Lager aufgelöst und die Häftlinge mussten zu Fuß Richtung Vogelsberg marschieren. Am 25. März wurde bei Lindheim ein italienischer Häftling auf Anordnung des Lagerkommandanten erschossen, weil er angeblich Brot gestohlen hatte. Für dieses Verbrechen musste sich der Lagerkommandant 1951 vor dem Landgericht Frankfurt verantworten und wurde zu einer Zuchthausstrafe von fünf Jahren und sechs Monaten verurteilt.

## Das Wissen der Nachbarn

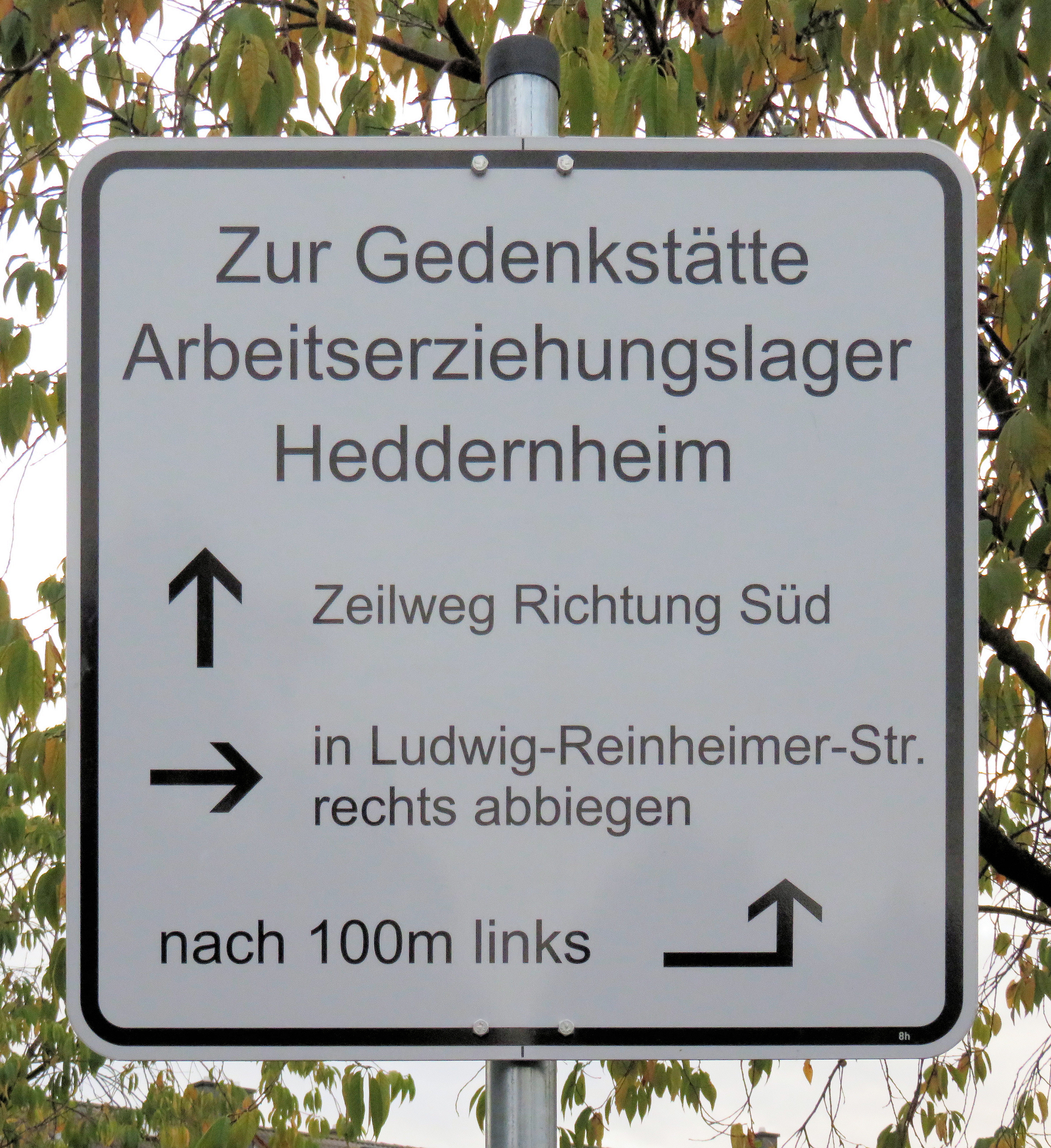
Hinweisschild an der U-Bahn-Station Zeilweg

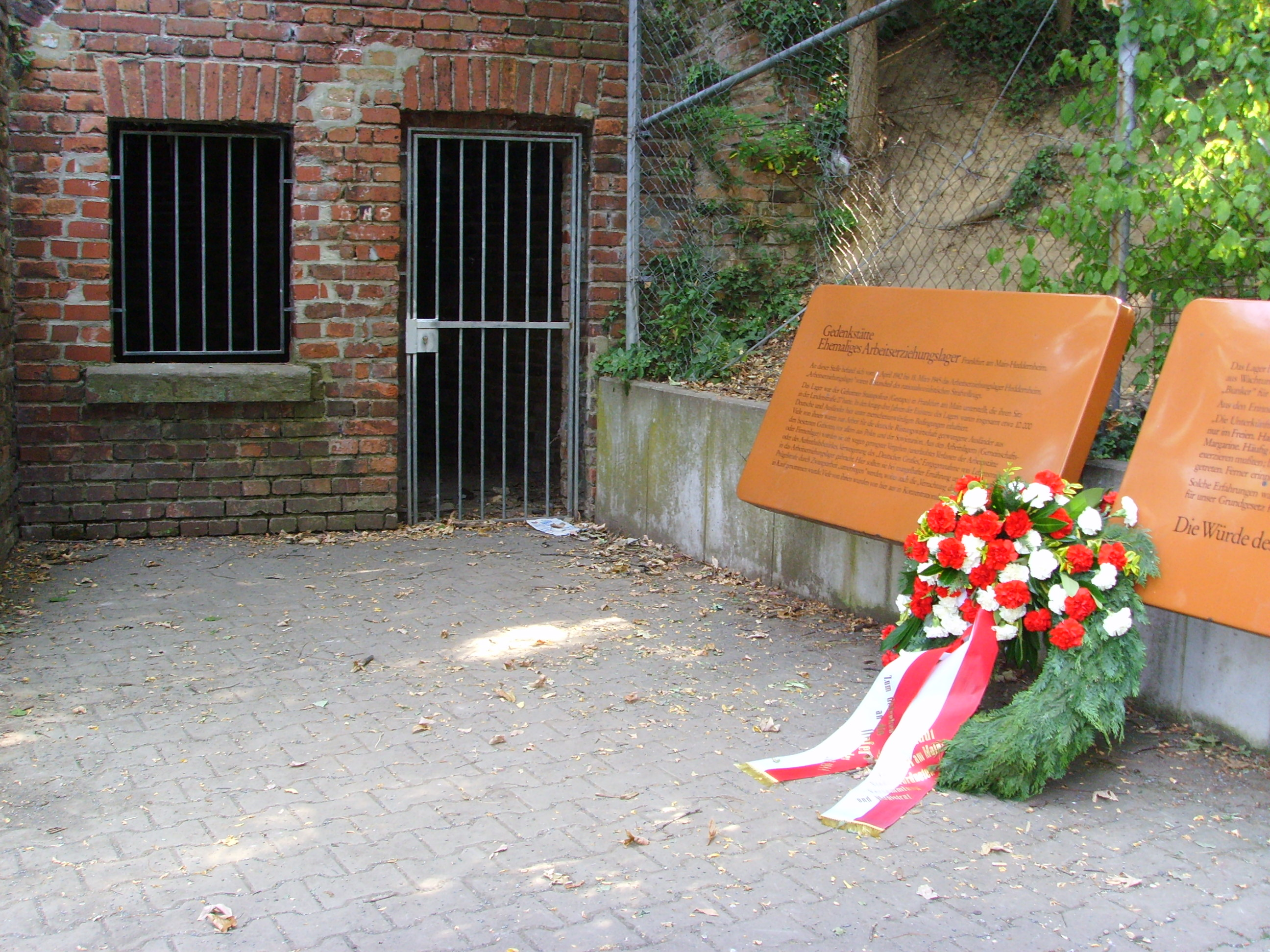
Die Gedenkstätte, wie sie bis 2012 gestaltet war

Ende der 1970er-Jahre war im Stadtteil Heddernheim selbst unter den politisch Engagierten die Existenz eines früheren Arbeitserziehungslagers nahezu unbekannt. Erst Anfragen der SPD- und der Grünen-Fraktion des Ortsbeirates und die gezielte Suche nach Zeitzeugen brachten das Mitte der 1980er-Jahre noch vorhandene Wissen wieder hervor. So berichtete eine seit ihrer Jugend im Zeilweg lebende Frau, seinerzeit oft Häftlingskolonnen in der Nähe ihres Elternhauses gesehen zu haben. Einzelne Männer hätten getragen werden müssen, alle seien in gestreifter Häftlingskleidung unterwegs gewesen und hätten auf dem Weg zur Arbeit und zurück einen Essenstender mit sich geführt. Als Jugendliche habe sie auch wiederholt durch die Astlöcher des Bretterzauns geschaut und könne sich erinnern, Häftlinge gesehen zu haben, die im Kreis umher liefen und – wohl als Strafmaßnahme – Matratzen über dem Kopf trugen. Auch andere ältere Heddernheimer Bürger berichteten, dass Häftlinge zum Beispiel häufig durch die Hessestraße marschierten, auf dem Weg zum Arbeitseinsatz im nahe gelegenen Straßenbahndepot.
Aus dem mündlichen Bericht des ehemaligen Häftlings geht hervor, dass die Anwohner des Oberschelder Wegs zumindest aus den obersten Etagen ihrer Häuser ungehinderten Einblick in das Lager hatten.

## Gedenkstätte
Hinweisschilder an der Einmündung des Zeilwegs in die Dillenburger Straße und am Zeilweg in Höhe der gleichnamigen U-Bahn-Station weisen den Weg zu einer Gedenkstätte in unmittelbarer Nachbarschaft der Häuser Oberschelder Weg 10 bis 12. Seit Jahrzehnten ist das noch immer in einer Vertiefung gelegene Gelände des ehemaligen Lagers allerdings zum größten Teil mit einer Tennishalle, einem Wohnheim sowie mehreren, kurz nach dem Krieg entstandenen Wohnhäusern überbaut. Am hintersten Rand des ehemaligen Lagers befindet sich seit 1986 eine kleine Gedenkstätte. Eine Texttafel erinnerte von Januar 1987 bis Mitte 2012 an das Schicksal der Inhaftierten: „Hier sollten sie bei mangelhafter Ernährung und ständig drohender Prügelstrafe durch Zwangsarbeit 'umerzogen' werden, wobei auch die 'Vernichtung durch Arbeit' in Kauf genommen wurde. Viele von ihnen wurden von hier aus in Konzentrationslager deportiert.“
Nach jahrelangen Abwägungen wurde die Gedenkstätte im Herbst 2018 neu gestaltet. Seitdem erinnert – auf einem Backsteinsockel – eine dreiseitige Stahlpyramide der Frankfurter Künstlerin Inge Hagner an das Lager, auf deren einer Seite Artikel 1 GG zitiert wird: „Die Würde des Menschen ist unantastbar.“ Im Inneren des vergitterten Raumes am hinteren Ende der Gedenkstätte, dessen ursprüngliche Funktion ungeklärt ist, wurde ein vom Künstler Bernd Fischer entworfenes LED-Textlaufband installiert, das ausführlich Auskunft gibt über die Geschichte des Ortes.
In Wetzlar erinnert seit 2019 eine Gedenktafel am Gebäude des Hessenkollegs an den 1925 geborenen Zwangsarbeiter Tomasz Kiryllow aus dem damaligen Belarus, der im Mai 1943 aus Wetzlar ins Arbeitserziehungslager Heddernheim verschleppt wurde. Seine Erinnerungen erschienen 1985 im Diez Verlag unter dem Titel „Und ihr werdet doch verlieren“. Erinnerungen eines polnischen Antifaschisten.

## Belege
1. ↑  Die ersten Häftlinge wurden allerdings schon Ende März 1942 eingewiesen (Kartei der Gestapo Frankfurt am Main, einzusehen im Hessischen Hauptstaatsarchiv Wiesbaden sowie beim ITS).
2. 1 2  laut Texttafel an der Gedenkstätte; vergl.  Gedenktafel: Arbeitserziehungslager Heddernheim. (Memento vom 4. März 2016 im Internet Archive)
3. ↑  zitiert nach: Petra Meyer, S. 10
4. ↑  Petra Meyer, S. 20
5. ↑  Petra Meyer, S. 26
6. ↑  zitiert nach Petra Meyer, S. 24
7. ↑  in: Die Glocke von Ettersberg, Mitteilungsblatt der Lagergemeinschaft Buchenwald-Dora. Nr. 65, 3/1976; zitiert anhand einer Fotokopie in Petra Meyer, S. 40
8. ↑  Hess. Hauptstaatsarchiv, HHStaW 519-2-1364
9. ↑  Kartei der Gestapo Frankfurt am Main, einzusehen im Hessischen Hauptstaatsarchiv Wiesbaden sowie beim ITS
10. ↑  Kartei der Gestapo Frankfurt am Main, einzusehen im Hessischen Hauptstaatsarchiv Wiesbaden sowie beim ITS
11. ↑  Hess. Hauptstaatsarchiv, HHStaW 409-4-28 u. a.
12. ↑  „Arbeitserziehungslager (AEL) konnte der Stapoleiter selbständig verhängen, d. h., er benötigte hierzu nicht die Genehmigung des RSHA.“ (Heinrich Baab: Erinnerungen an die Zeit 1937–1945, Stadtarchiv Frankfurt (S5/184), S. 7)
13. ↑  Kartei der Gestapo Frankfurt am Main, einzusehen im Hessischen Hauptstaatsarchiv Wiesbaden sowie beim ITS
14. ↑  Frankfurter Rundschau vom 13. Januar 1951
15. ↑  Frankfurter Rundschau vom 16. Februar 1951
16. ↑  „Es war eine Hölle.“ Eine neu gestaltete Gedenkstätte erinnert jetzt an das weitgehend überbaute „Arbeitserziehungslager“ der NS-Zeit. In: Frankfurter Rundschau vom 19. November 2018, S. F8
17. ↑  Bericht über die Einweihung der Erinnerungstafel für T. Kiryllow („Wetzlar erinnert e.V.“) am 22.11.19. Auf: hessenkolleg-wetzlar.de vom 29. November 2019.
18. ↑  Gedenktafel zu Ehren von Tomasz Kiryllow. Verschleppt als 17-jähriger zur Zwangsarbeit. Auf: wetzlar-erinnert.de
19. ↑  Vortrag auf einer Tagung in Caen im Dezember 2001

Koordinaten: 50° 9′ 51″ N, 8° 38′ 25″ O